# Radek Faksa
Radek Faksa (* 9. ledna 1994, Vítkov) je český hokejový střední útočník, hrající v severoamerické National Hockey League za tým Dallas Stars. Ve své první sezóně v Ontario Hockey League byl nejlepším střelcem sezóny 2011/12. V draftu NHL 2012 byl jako 13. hráč celkově draftován týmem Dallas Stars.

## Hráčská kariéra

### Amatérská kariéra
Hokejová kariéra Radka Faksy začala v Opavě, kde začínal v klubu HC Slezan Opava. Faksa žil v té době pouze se svou matkou, která jeho hokejovou kariéru podporovala pouze s velkými obtížemi. Ve svých jedenácti letech dostal nabídku na angažmá od klubu HC Oceláři Třinec, kterou on a jeho rodina přijali. Faksa následně odjel sám do Třince, kde až do svých sedmnácti let bydlel v hotelu, který byl placený týmem. Sám se k tomu později vyjádřil slovy: „Jednou mi bylo tak smutno, že jsem se už málem vrátil zpátky do Opavy. Ale nakonec jsem se sešel s ředitelem Třince panem Markem a s trenérem juniorů Kopřivou. A ti mi zařídili takové podmínky, že jsem zůstal.“
Ve svých 16 letech byl draftován týmem Kitchener Rangers do ontarijské větve (OHL) Kanadské hokejové ligy. Během své první sezóny hrál převážně v druhé řadě a odehrál celkem 62 zápasů, ve kterých nastřílel 29 gólů a zaznamenal 37 asistencí. Během této sezóny se dostal na čtvrté místo žebříčku Centrálního úřadu skautingu NHL. Sezónu 2011/12 dokončil jako nejlepší střelec OHL a ve volbě pro Emms Family Award skončil na druhém místě, trofej získal patnáctiletý obránce Aaron Ekblad.
10. ledna 2014 byl vyměněn do týmu Sudbury Wolves za Dominika Kubalíka a dvě volby ve druhém kole draftu.

### Profesionální kariéra
Radek Faksa byl draftován 22. června 2012 jako celkově 13. hráč do NHL týmem Dallas Stars. Po Jakubu Voráčkovi, draftovaném v roce 2007, to byl první Čech, který byl vybrán hned v prvním kole draftu. Navíc byl týmem Neftěchimik Nižněkamsk vybrán jako sedmý hráč juniorského draftu KHL 2012. Vstupní smlouvu s Dallas Stars podepsal 6. července 2012 a 3. dubna 2014 byl přeřazen do pobočného klubu Dallasu – Texas Stars, který hraje Americkou hokejovou ligu (AHL).
Své první branky v NHL se dočkal 6. listopadu 2015 v zápase proti Carolině Hurricanes.
Po devíti letech působení v Dallasu Stars byl 2. července 2024 vyměněn do týmu St. Louis Blues.

### Reprezentační kariéra
Radek Faksa reprezentoval Česko na mistrovství světa do 18 let v roce 2011 a juniorských mistrovství světa v roce 2012, 2013 a 2014, přičemž jeho nejlepším výsledkem z těchto akcí jsou dvě pátá místa. V roce 2016 a svých 22 letech nastoupil na MS 2016 poprvé za reprezentační A tým.

## Ocenění a úspěchy
- 2012 CHL - Top Prospects Game
- 2012 OHL - První All-Rookie Tým
- 2012 OHL - Nejlepší střelec mezi nováčky
- 2012 OHL - Nejlepší nahrávač mezi nováčky
- 2012 OHL - Nejproduktivnější nováček

## Prvenství
- Debut v NHL - 17. října 2015 (Florida Panthers proti Dallas Stars)
- První gól v NHL - 6. listopadu 2015 (Carolina Hurricanes proti Dallas Stars, švédskému brankáři Eddie Läck)
- První asistence v NHL - 8. listopadu 2015 (Detroit Red Wings proti Dallas Stars)
- První hattrick v NHL - 28. listopadu 2017 (Vegas Golden Knights proti Dallas Stars)

## Klubové statistiky
| Sezóna      | Klub              | Soutěž      |     | Základní část | Základní část | Základní část | Základní část | Základní část |    | Play off | Play off | Play off | Play off | Play off |
| Sezóna      | Klub              | Soutěž      | Z   | G             | A             | B             | TM            | Z             | G  | A        | B        | TM       |          |          |
| 2009/10     | HC Oceláři Třinec | ČHL-20      | 36  | 19            | 19            | 38            | 52            | —             | —  | —        | —        | —        |          |          |
| 2010/11     | HC Oceláři Třinec | ČHL-20      | 24  | 9             | 6             | 15            | 12            | 2             | 2  | 2        | 4        | 4        |          |          |
| 2011/12     | Kitchener Rangers | OHL         | 62  | 29            | 37            | 66            | 47            | 13            | 2  | 4        | 6        | 10       |          |          |
| 2012/13     | Kitchener Rangers | OHL         | 39  | 9             | 22            | 31            | 26            | 10            | 4  | 2        | 6        | 4        |          |          |
| 2012/13     | Texas Stars       | AHL         | 2   | 0             | 1             | 1             | 0             | —             | —  | —        | —        | —        |          |          |
| 2013/14     | Kitchener Rangers | OHL         | 30  | 16            | 11            | 27            | 22            | —             | —  | —        | —        | —        |          |          |
| 2013/14     | Sudbury Wolves    | OHL         | 29  | 5             | 16            | 21            | 26            | 5             | 1  | 2        | 3        | 10       |          |          |
| 2013/14     | Texas Stars       | AHL         | 6   | 1             | 2             | 3             | 6             | 21            | 4  | 0        | 4        | 8        |          |          |
| 2014/15     | Texas Stars       | AHL         | 32  | 4             | 6             | 10            | 12            | —             | —  | —        | —        | —        |          |          |
| 2015/16     | Texas Stars       | AHL         | 28  | 15            | 11            | 26            | 22            | —             | —  | —        | —        | —        |          |          |
| 2015/16     | Dallas Stars      | NHL         | 45  | 5             | 7             | 12            | 16            | 13            | 3  | 2        | 5        | 2        |          |          |
| 2016/17     | Dallas Stars      | NHL         | 80  | 12            | 21            | 33            | 67            | —             | —  | —        | —        | —        |          |          |
| 2017/18     | Dallas Stars      | NHL         | 79  | 17            | 16            | 33            | 36            | —             | —  | —        | —        | —        |          |          |
| 2018/19     | Dallas Stars      | NHL         | 81  | 15            | 15            | 30            | 54            | 13            | 0  | 1        | 1        | 6        |          |          |
| 2019/20     | Dallas Stars      | NHL         | 66  | 11            | 9             | 20            | 42            | 19            | 3  | 5        | 8        | 4        |          |          |
| 2020/21     | Dallas Stars      | NHL         | 55  | 6             | 8             | 14            | 30            | —             | —  | —        | —        | —        |          |          |
| 2021/22     | Dallas Stars      | NHL         | 77  | 5             | 14            | 19            | 52            | 7             | 1  | 1        | 2        | 4        |          |          |
| 2022/23     | Dallas Stars      | NHL         | 81  | 11            | 9             | 20            | 39            | 19            | 1  | 2        | 3        | 10       |          |          |
| 2023/24     | Dallas Stars      | NHL         | 74  | 7             | 12            | 19            | 20            | 8             | 1  | 0        | 1        | 2        |          |          |
| 2024/25     | St. Louis Blues   | NHL         | 70  | 5             | 10            | 15            | 30            | 7             | 1  | 4        | 5        | 2        |          |          |
| NHL celkově | NHL celkově       | NHL celkově | 708 | 94            | 121           | 215           | 386           | 86            | 10 | 15       | 25       | 30       |          |          |

## Reprezentace
| Rok                       | Tým                       | Soutěž                    | Z  | G | A | B | TM |
| ------------------------- | ------------------------- | ------------------------- | -- | - | - | - | -- |
| 2011                      | Česko 18                  | MS-18                     | 6  | 0 | 0 | 0 | 2  |
| 2012                      | Česko 20                  | MSJ                       | 6  | 2 | 0 | 2 | 4  |
| 2013                      | Česko 20                  | MSJ                       | 6  | 0 | 2 | 2 | 2  |
| 2014                      | Česko 20                  | MSJ                       | 5  | 1 | 0 | 1 | 2  |
| 2016                      | Česko                     | MS                        | 3  | 0 | 0 | 0 | 0  |
| 2016                      | Česko                     | SP                        | 1  | 0 | 0 | 0 | 0  |
| 2018                      | Česko                     | MS                        | 8  | 0 | 3 | 3 | 4  |
| 2019                      | Česko                     | MS                        | 7  | 1 | 3 | 4 | 2  |
| Juniorská kariéra celkově | Juniorská kariéra celkově | Juniorská kariéra celkově | 23 | 3 | 2 | 5 | 10 |
| Seniorská kariéra celkově | Seniorská kariéra celkově | Seniorská kariéra celkově | 19 | 1 | 6 | 7 | 6  |